# Estación de Gil Márquez
Gil Márquez es un apeadero ferroviario situado en la localidad española de Gil Márquez, dentro del término municipal de Almonaster la Real, en la provincia de Huelva (Andalucía). Las instalaciones forman parte de la red de Adif, si bien en la actualidad estas no prestan servicios ferroviarios.

## Situación ferroviaria
Las instalaciones se encuentran ubicadas en el punto kilométrico 101,8 de la línea férrea de ancho ibérico que une Zafra con Huelva, a 433 metros de altitud, entre las estaciones de Almonaster-Cortegana y de Valdelamusa. El tramo es de via única y está sin electrificar.

## Historia
La estación original fue abierta al tráfico el 1 de enero de 1889 con la apertura del tramo Zafra-Valdelamusa de la línea férrea que unía Zafra con Huelva. Las obras corrieron a cargo de la Zafra-Huelva Company. Esta modesta compañía de capital inglés mantuvo la explotación del recinto hasta la nacionalización del ferrocarril en España y la creación de RENFE en 1941. Con posterioridad las instalaciones de Gil Márquez fueron reclasificadas como un apeadero y eliminada la vía de sobrepaso. En septiembre de 1991 se suprimió la parada obligatoria de los servicios de pasajeros en Gil Márquez, pasando entonces a ser una parada facultativa. Desde el 1 de enero de 2005, tras la extinción de la antigua RENFE, el ente Adif es la titular de las instalaciones ferroviarias.

## La estación
- Jurado, José Manuel; Perejil, Pedro (1997). Historia y actualidad del ferrocarril Zafra-Huelva. Nerva: Asociación de amigos del ferrocarril «Cuenca Minera de Río Tinto».

- Datos: Q113115952